# Cmentarz Garnizonowy w Toruniu
Cmentarz Garnizonowy w Toruniu (oficjalnie: Cmentarz komunalny nr 1) – dawny cmentarz wojskowy (obecnie cmentarz komunalny nr 1), znajdujący się przy ul. Grudziądzkiej 22/30 w Toruniu.

## Historia
Odkąd Toruń stał się istotnym punktem na militarnej mapie Prus, stacjonujący w mieście garnizon rozrastał się. W roku 1816 władze miasta zgodziły się więc, by w zamian za odszkodowanie pieniężne, przekazać wojsku obszar, który posłużyć miał żołnierzom jako cmentarz. Ten teren był położony w połowie drogi między murami miejskimi a stawami przy Kaszowniku. Cmentarz wojskowy służył garnizonowi toruńskiemu jedynie do roku 1839, jako że wówczas z pretensjami o zajmowany przez nekropolię obszar zgłosił się jego dawny właściciel. Tak też na przełomie lat 1839/1840 zrodziła się potrzeba wytyczenia nowego miejsca grzebalnego dla żołnierzy stacjonujących w Toruniu. Powstał wówczas istniejący do dziś cmentarz, nadal powszechnie nazywany cmentarzem garnizonowym. Nekropolia kilkakrotnie zmieniała swój kształt. Po roku 1928 poszerzono ją o obszar przylegający od zachodu.

## Wartości architektoniczne i historyczne
Mimo XIX-wiecznego rodowodu, na terenie cmentarza zachowało się niewiele obiektów pochodzących z pierwszych dziesięcioleci jego istnienia. Są to:
- żeliwny krzyż położony na skrzyżowaniu dwu głównych alejek – fundacja monarchy pruskiego Fryderyka Wilhelma IV (lata czterdzieste XIX w.)[6];
- grób Hedwig Wahl z 1861 roku[7].

Nie zachowała się mogiła francuskich jeńców zatrudnionych przy budowie i modernizacji toruńskiej twierdzy w latach siedemdziesiątych XIX w.
Na cmentarzu chowano żołnierzy niemieckich i jeńców wojennych z I wojny światowej, żołnierzy poległych podczas wojny polsko-bolszewickiej, przedstawicieli białej emigracji rosyjskiej i ukraińskiej w Toruniu, 552 żołnierzy radzieckich poległych podczas II wojny światowej. Ponadto na cmentarzu pochowano porucznika powstania styczniowego Piotra Wróblewskiego (zm. 1928), emerytowanego byłego prezydenta senatu galicyjskiego w Sądzie Najwyższym w Wiedniu Władysława Aleksandra Münnicha, reżysera teatralnego Hugona Morycińskiego, historyka Witolda Łukaszewicza.